# Lista de regiões portuguesas ordenadas por população em idade ativa
Esta é uma lista demostrando a população em idade ativa entre os 15 e os 64 anos de idade de cada uma das sete regiões portuguesas, ordenadas pela região e ano, mostrando os valores de cada ano desde 2011. Os dados baseiam-se nas estatísticas oficiais do Instituto Nacional de Estatística.
| Posição | Posição          | Região                       | População em idade ativa (2021) | Participação (população em idade ativa total) | Variação (%, desde 2020) | Variação (números, desde 2020) |
| Em 2021 | Comparada a 2020 | Região                       | População em idade ativa (2021) | Participação (população em idade ativa total) | Variação (%, desde 2020) | Variação (números, desde 2020) |
| ------- | ---------------- | ---------------------------- | ------------------------------- | --------------------------------------------- | ------------------------ | ------------------------------ |
| 1       | (0)              | Região do Norte              | 2 336 645                       | 35,4 %                                        | 0,33 %                   | 7 839                          |
| 2       | (0)              | Área Metropolitana de Lisboa | 1 833 550                       | 27,8 %                                        | 0,41 %                   | 7 517                          |
| 3       | (0)              | Região do Centro             | 1 372 482                       | 20,8 %                                        | 0,40 %                   | 5 503                          |
| 4       | (0)              | Região do Alentejo           | 432 785                         | 6,6 %                                         | 0,98 %                   | 4 204                          |
| 5       | (0)              | Região do Algarve            | 293 363                         | 4,4 %                                         | 0,48 %                   | 1 417                          |
| 6       | (0)              | Região da Madeira            | 169 409                         | 2,6 %                                         | 0,22 %                   | 370                            |
| 7       | (0)              | Região dos Açores            | 163 416                         | 2,4 %                                         | 0,22 %                   | 358                            |
|         |                  | Portugal                     | 6 601 650                       | 100 %                                         | 0,10 %                   | 6 337                          |

1. ↑  «Portal do INE». www.ine.pt. Consultado em 21 de abril de 2023